# 亚历山德拉·帕茨克维奇
亚历山德拉·维亚切斯拉沃芙娜·帕茨克维奇（俄语：Александра Вячеславовна Пацкевич，1988年11月4日—），俄罗斯女子花样游泳运动员，2012年夏季奥运会集体金牌得主、2016年夏季奥运会集体金牌得主、2020年夏季奥运会集体金牌得主。